# Croix du Schwangerbach à Reyersviller
La croix du Schwangerbach s'élève dans la commune française de Reyersviller et le département de la Moselle. 

## Histoire
Dressée en bordure de la route reliant Bitche à Lemberg, dans l'écart de Schwangerbach, cette croix de type Bildstock, l'une des plus anciennes du Pays de Bitche, date des années 1680. Elle commémore l'assassinat en ce lieu d'Adam Greiner, perpétré en 1680, "sur le grand chemin de Bitche". La partie sommitale, légèrement élargie, se termine en mitre, et l'inscription occupe toute la surface du fût, sous l'emplacement d'une petite niche qui abritait autrefois une statuette.